# Jordbruk i Indien

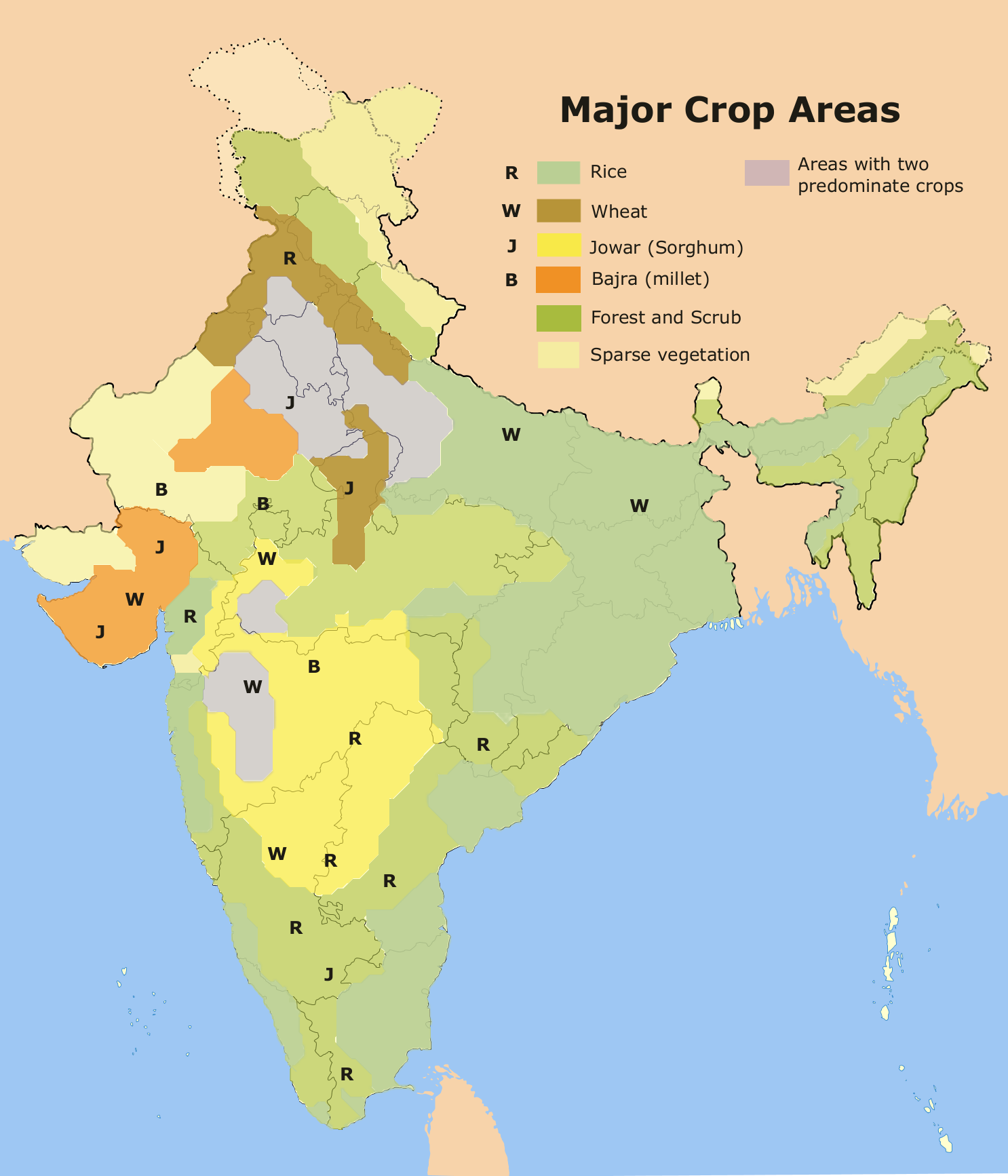
Översiktlig bild över Indiens jordbruksområden.

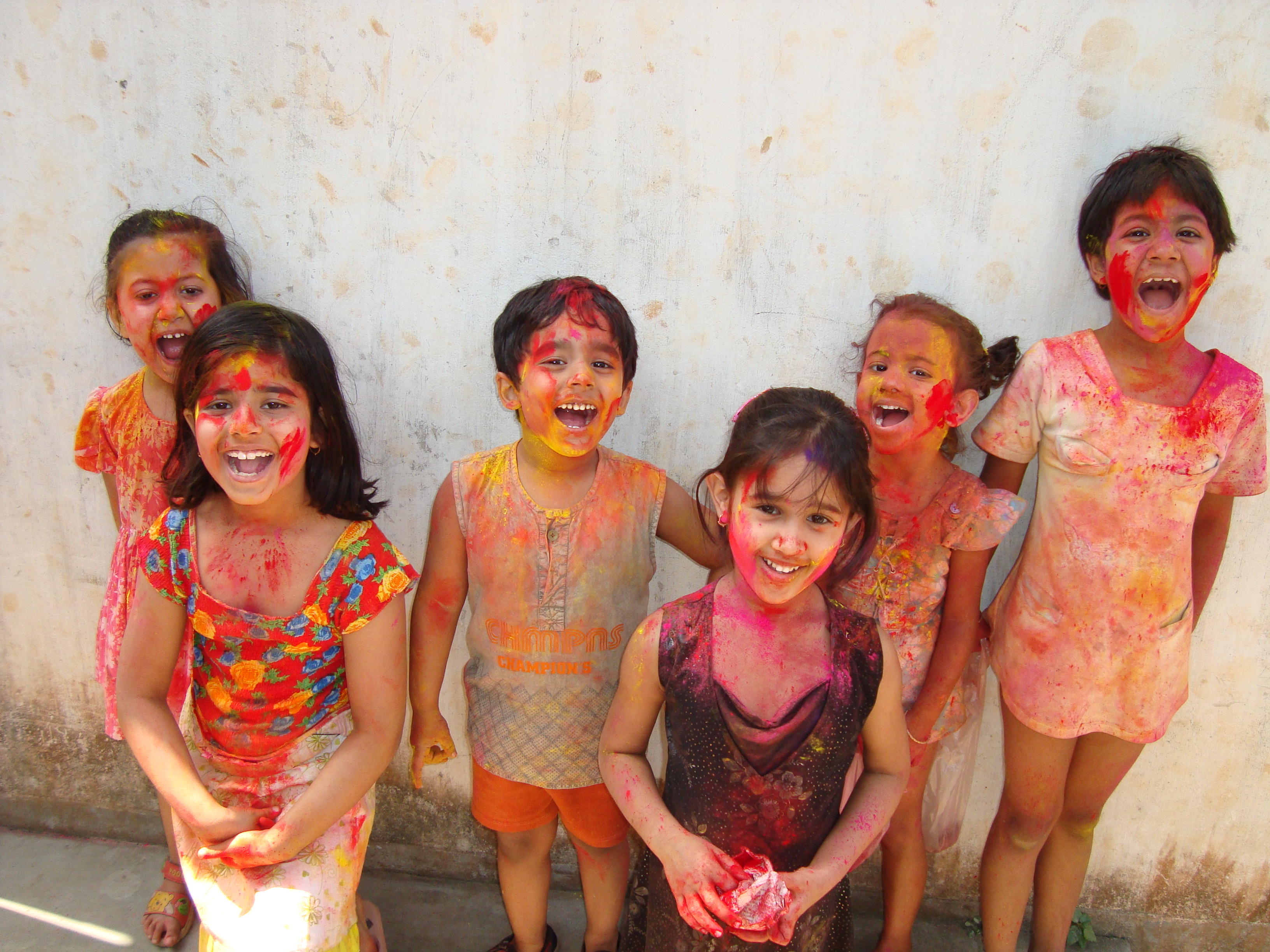
Holi-festivalen i norra Indien är en av flera jordbruksfestivaler i landet.

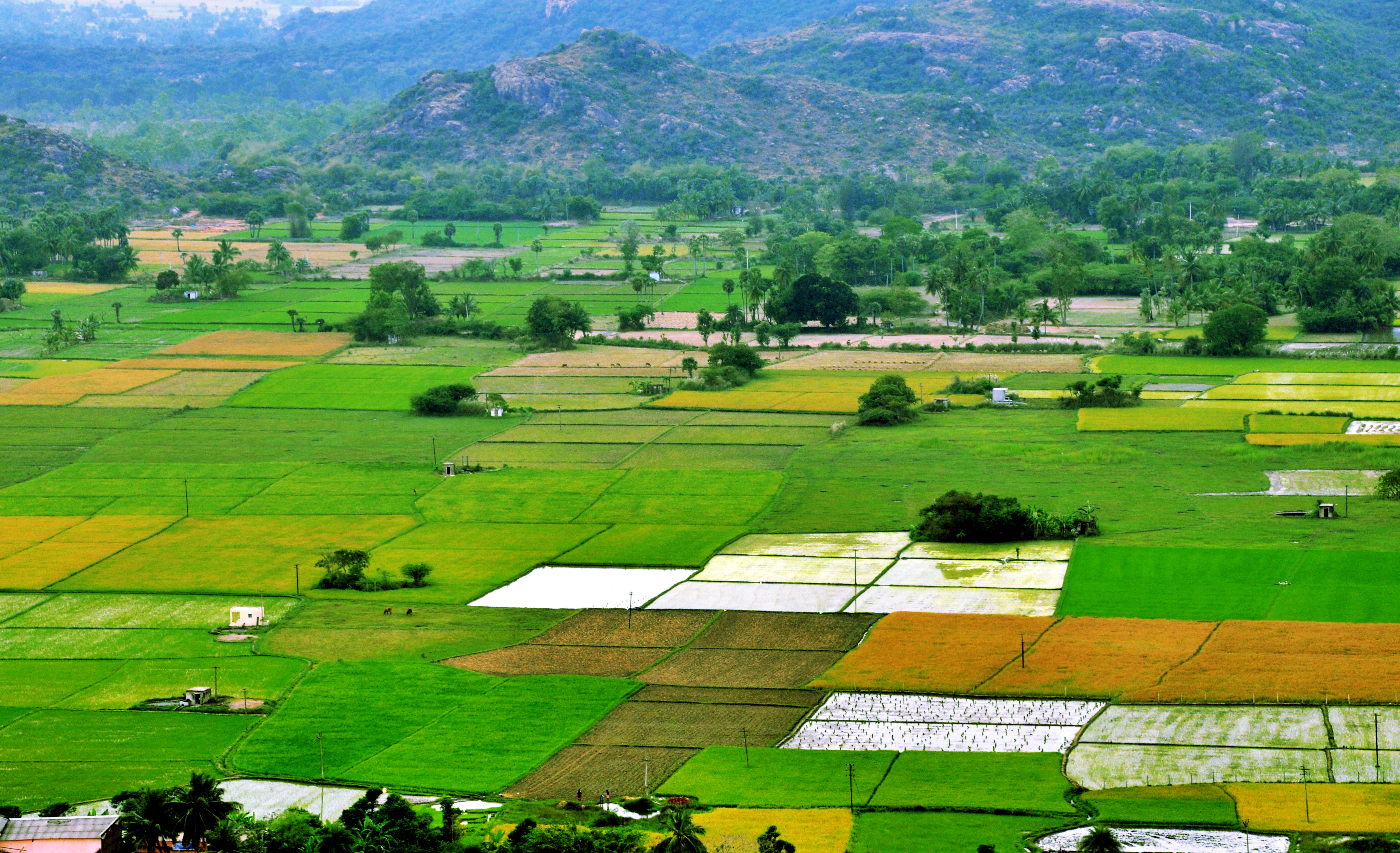
Vy över några typiska indiska jordlotter.

Jordbruket i Indien, tillsammans med besläktade sektorer såsom skogsindustrin och fiskeindustrin, sysselsätter omkring hälften av landets arbetskraft. Det spelar således en stor roll för många människors försörjning och dagliga liv. I förhållandet till landets bruttonationalprodukt (BNP) minskar dock jordbrukets andel stadigt, på grund av landets breda ekonomiska tillväxt och att andra sektorer växer. Bland de största grödorna kan nämnas ris, vete, sockerbönor, te och bomull. Landet har också stora fruktodlingar, bland annat mango och bananer.